# Válur

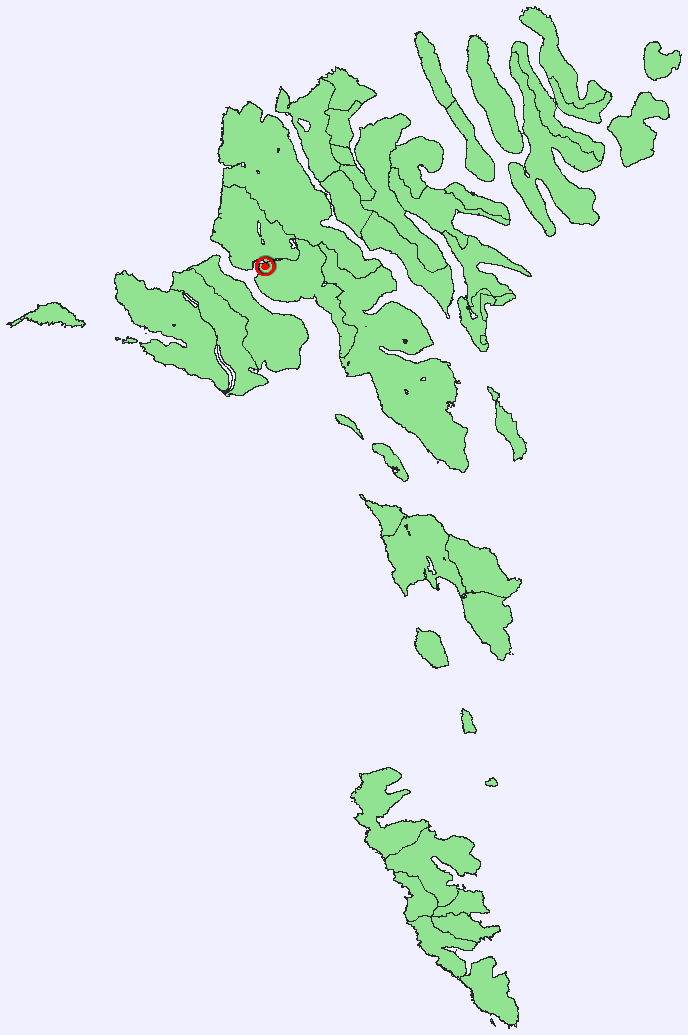

Válur [ˈvɔalʊɹ] ist ein Ort der Färöer, der faktisch mit Vestmanna auf Streymoy verschmolzen ist.
- Einwohner: 54  (1. Januar 2007)
- Postleitzahl: FO-358
- Kommune: Kvívíkar kommuna

Obwohl Válur zum Siedlungsgebiet Vestmannas gehört, ist es administrativer Teil der Kommune von Kvívík, das ungefähr 10 Kilometer weiter östlich liegt. Am 1. November 2005 bekam es die eigene Postleitzahl 358, zuvor war es die 350 von Vestmanna.
Koordinaten: 62° 9′ 22,5″ N, 7° 9′ 59″ W